# 卡斯瓦斯德韦斯卡
卡斯瓦斯德韦斯卡，是西班牙阿拉贡自治区韦斯卡省的一个市镇。总面积133平方公里，总人口302人（2001年），人口密度2人/平方公里。